# Керамоізол
Керамоізол — теплоізоляційне покриття за ТУ У 26.2-32396113-001-2004 призначено для теплоізоляції споруджень промислового й комунального призначення будь-якої форми складності для зовнішніх і внутрішніх поверхонь, будинків, фундаментів, автотранспорту й т.д.

## Характеристики
Покриття працює при робочих температурах від −50° С до +220 °C, являє собою рідку суспензію сірого кольору на силикон—акриловій основі. Колір може бути змінений.
До складу суспензії входять кремніорганічний і акриловий полімер, неорганічний наповнювач, що складається зі скляних порожніх кульок до 70 мкм, окислів титану, цинку, заліза, двоокису кремнію.
- Летучі компоненти (вода) — 40%
- Не летучі речовини — 60%

Суспензія важкозаймиста за п.4.3.4.3. ДЕРЖСТАНДАРТ 12.1.044-89. Під дією відкритого полум'я утворить тліючий ефект з виділенням диму, в основі якого лежить викид СО, NO2, які перешкоджають утворенню й поширенню полум'я.
Пожежна безпека забезпечується застосуванням максимально можливої кількості не горючих речовин відповідно до ДЕРЖСТАНДАРТУ 12.1.044-91 ССБТ:
Поставка продукції виконується в щільно закритій тарі в консистенції, готовій до застосування. У випадку загустіння суспензію необхідно розбавити водою, але не більше 15% від обсягу розчину, що розбавляється.
Перед безпосереднім застосуванням суспензію необхідно ретельно перемішати. Перемішування здійснюється електродрилем зі знімною спіраллю на середніх оборотах, не більше, або дерев'яною мішалкою.
Температура зберігання рідкої суспензії від +5 до +40 °C.

## Застосування
Покриття наноситься кистю, фарбопультом, розпилювачем високого тиску. Наноситься покриття на оштукатурені поверхні без корки і відшарувань. Не можна наносити покриття на жирні або замаслені ділянки поверхонь, що захищаються. Товщина разового шару покриття не повинна перевищувати 0,5 мм для запобігання здуттів, відшарувань і потьоків. Час полімеризації одного шару покриття — 24 години з моменту його нанесення при температурі 20 °C. При нанесенні покриття на гарячі поверхні (до 90 °C) час полімеризації скорочується.
Покриття має гарну адгезію до сталі, пластмаси, бетону, цегли. Повністю відсутня адгезія до поліетилену. Сполучне покриття являє собою молекулярне сито, що пропускає повітря та не пропускає молекули води. Тому полімеризована плівка покриття «дихає». При застосуванні покриття товщиною 3,0 мм в апаратних приміщеннях (компресорні, насосні камери й т.д.) повністю виключається утворення конденсату на стінах. При застосуванні в житлових приміщеннях також виключається утворення конденсату й грибкових утворень стін. Практично виключається необхідність провітрювання приміщень, економія енерговитрат на обігрів приміщення в холодну пору року зменшується як мінімум на 30%.
Покриття володіє гарною гідрофобністю, хімічною й біологічною стійкістю.
До складу покриття входять інгібітори корозії, які запобігають утворенню корозії, покривають металеві поверхні захисною фосфатною плівкою.
Гарантійний строк експлуатації покриття — 7 років з моменту нанесення на металеві поверхні, піддані твердим тепловим навантаженням. Що стосується внутрішніх конструкцій будинків і споруджень — ремонт необхідний тільки у випадку виникнення бажання зміни інтер'єра або повним руйнуванням матеріалу, на який було нанесене покриття.
Завдяки високому ступеню наповнення полімерного матеріалу порожніми скляними мікро-сферами, заповненими інертним газом, покриття має низьку теплопровідність, високу здатність відбивати 75% падаючих променів світла й розсіювати до 95% інфрачервоного випромінювання. Ці властивості сприяють прекрасному збереженню тепла в приміщеннях у випадку використання його як теплозахисного покриття стін і запобіганню прогріву поверхні дахів від сонячної радіації при нанесенні його на поверхню.
Покриття має гарну морозостійкість (до −50 °C), що дозволяє застосовувати його як термоізоляція морозильних камер, при цьому знижуються трудовитрати на спорудження термоізоляційного шару із пінопластових плит і гідроізоляційного шару з руберойду та фольги.